# Wer sucht die Pracht, wer wünscht den Glanz
Wer sucht die Pracht, wer wünscht den Glanz (BWV 221) est une cantate d'un compositeur inconnu attribuée précédemment à Johann Sebastian Bach et qui a donc reçu un numéro au catalogue BWV. 

## Structure et instrumentation
Il y a neuf mouvements :
1. sinfonia en ré majeur
2. récitatif (ténor) : Wer such die Pracht, wer wunscht den Glanz
3. aria (ténor, basse) : Seele suchst du dein Vergnugen
4. récitatif (basse) : Umsonst ist hier die Kunst, mur Schatten
5. aria (ténor) : Felsenfest muss der Grund von hersen
6. récitatif (basse) : So ist denn das dein einziges Bemuhen
7. aria (basse) : Entfernet euch, Verganglichkeiten
8. récitatif (ténor) : O schoner Schluss, o wohl!
9. aria (ténor, basse) : Der Himmel selbst zerfallt, seine Glanz